# Marlene Mortler
Marlene Mortler (ur. 16 października 1955 w Lauf an der Pegnitz) – niemiecka polityk, rolniczka i samorządowiec, działaczka Unii Chrześcijańsko-Społecznej (CSU), posłanka do Bundestagu, deputowana do Parlamentu Europejskiego IX kadencji.

## Życiorys
Kształciła się w szkole rolniczej, w 1981 uzyskała dyplom zawodowy. Dwa lata później przejęła po rodzicach prowadzenie rodzinnego gospodarstwa rolnego. Wstąpiła do bawarskiej Unii Chrześcijańsko-Społecznej. Od 1990 wybierana na radną powiatu Norymberga, w latach 1996–2004 była pierwszą zastępczynią landrata. Od 1996 działaczka Frauen-Union, organizacji kobiecej afiliowanej przy niemieckich partiach chadeckich. Obejmowała różne funkcje w strukturze CSU, w 2011 została przewodniczącą jej grupy roboczej do spraw rolnictwa. Zajmowała również kierownicze stanowiska w zrzeszeniu rolników Bayerischer Bauernverband.
W 2002 po raz pierwszy uzyskała mandat posłanki do Bundestagu. Z powodzeniem ubiegała się o reelekcję w wyborach w 2005, 2009, 2013 i 2017. W 2014 powołana na pełnomocnika rządu federalnego do spraw narkomanii przy ministrze zdrowia. W 2019 została wybrana na deputowaną do Europarlamentu IX kadencji.